# 洛林法兰克语
洛林法兰克语（洛林法兰克语：Plàtt、Lothrìnger Plàtt）是使用于法国洛林地区摩泽尔省传统德语区的所有中部、上部德語方言的统称。洛林法兰克语是2013年法国使用人数最多的地区语言之一，其使用人数超过了巴斯克語和科西嘉语，但低于奥克语、阿尔萨斯语和布列塔尼语。
1939年，洛林语言学家埃米尔·盖朗（Emile Guélen）将德意志洛林方言（Deutschlothringische Mundarten，当时对洛林法兰克语的称呼，1945年法国收复洛林后被弃用）细分为三种：西摩泽尔洛林语（Westmosellothringisch）、尼德洛林语（Niedlothringisch）和萨尔洛林语（Saarlothringisch）。其提到的三种语言，从西到东即：
- 卢森堡法兰克语（其所称的“西摩泽尔洛林语”）
- 摩泽尔法兰克语（其所称的“尼德洛林语”）
- 洛林莱茵法兰克语（法语：Francique rhénan de Lorraine）（莱茵法兰克语的变体，其所称的“萨尔洛林语”）

## 双语标志

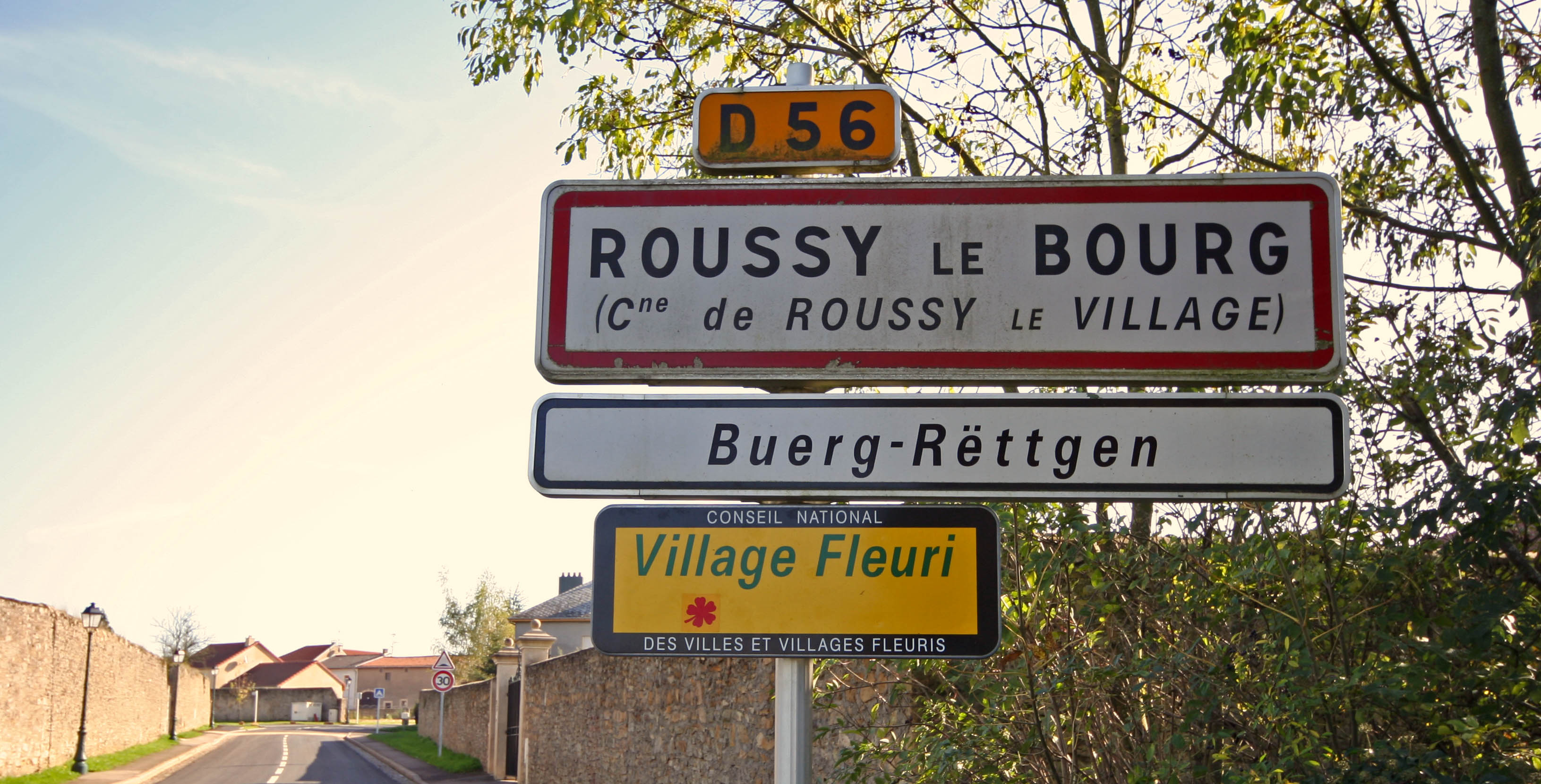
鲁西堡（法语：Roussy-le-Bourg）的双语地名标志
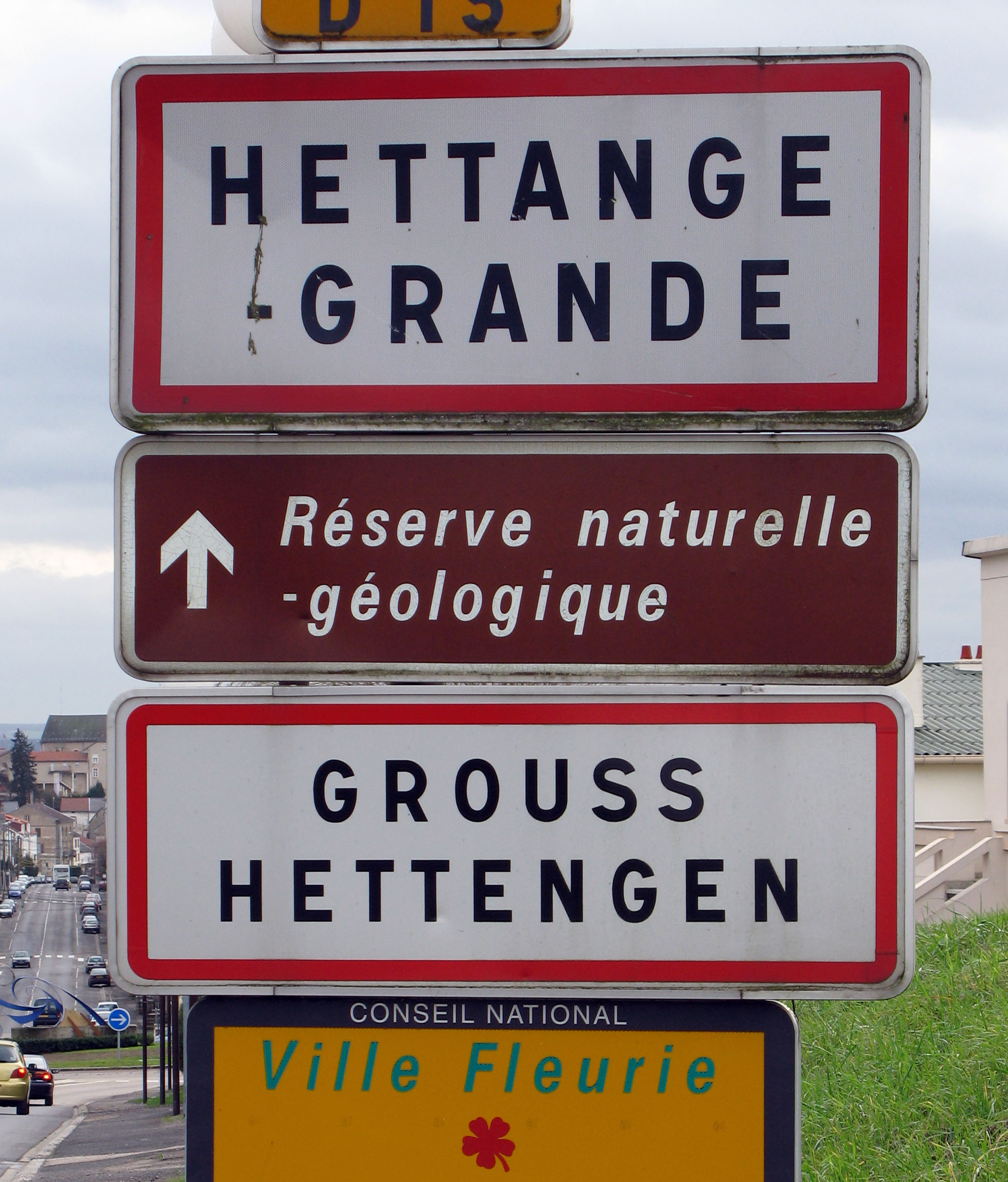
大埃唐日的双语地名标志